# Olavarría
Olavarría – miasto we wschodniej Argentynie, w prowincji Buenos Aires.
Liczba mieszkańców wynosi ok. 87 tys.
W mieście rozwinął się przemysł cementowy, spożywczy oraz obuwniczy.